# Asesinato de Danielle van Dam
Danielle van Dam (22 de septiembre de 1994-febrero de 2002) fue una niña estadounidense residente del vecindario de Sabre Springs, en San Diego, California, que desapareció de su dormitorio durante la noche del 1 al 2 de febrero de 2002. Su cuerpo fue descubierto por buscadores el 27 de febrero en un área remota. La policía sospechó que su vecino, David Alan Westerfield, había cometido el crimen. Fue arrestado, juzgado y condenado por el secuestro y el asesinato en primer grado. Fue sentenciado a muerte y está actualmente encarcelado en la Prisión Estatal de San Quintín.

## El crimen
En la noche del viernes 1 de febrero de 2002, la madre de Danielle, Brenda, había salido con dos amigas a un bar cercano llamado "Dad's", en Poway. El padre de Danielle, Damon, se quedó en casa con ella y sus dos hermanos. Damon dejó a Danielle en cama alrededor de las 10:30 p. m. y ella se durmió. Damon también se durmió hasta que su esposa regresó a casa alrededor de las 2 a. m. con cuatro de sus amigos. Brenda notó una luz parpadeando en el sistema de seguridad del hogar y descubrió que la puerta lateral del garaje se encontraba abierta. Los seis charlaron por aproximadamente media hora y luego los amigos de Brenda se marcharon a sus hogares. Damon y Brenda se fueron a dormir creyendo que su hija continuaba descansando en su habitación. Alrededor de una hora después, Damon se despertó y notó que una luz de la alarma estaba parpadeando. Halló abiertas las puertas deslizantes de vidrio que daban hacia el jardín, así que las cerró. A la mañana siguiente, no pudieron hallar a Danielle, por lo que sus padres llamaron a la policía a las 9:39 a. m.
Se organizaron esfuerzos de búsqueda para hallar a Danielle, con cientos de voluntarios buscando en los desiertos, autopistas y áreas remotas por semanas. El Centro de Recuperación Laura asistió en la organización de la búsqueda, y el Centro de Recuperación Danielle fue montado en una oficina estatal en Poway para coordinar la búsqueda. Finalmente, el 27 de febrero, dos buscadores encontraron el cuerpo desnudo y parcialmente descompuesto de Danielle, cerca de un camino en Dehesa, California, un pueblo cerca de San Diego. Algunos investigadores habían decidido buscar en el área de Dehesa luego de que detectives descubrieran rastros de la sangre de Danielle en la casa rodante de David Westerfield, ya que el camino de Dehesa era una posible ruta que Westerfield podría haber tomado para llegar al desierto. Dada la condición del cuerpo de Danielle, el forense no pudo determinar la causa de muerte o si había sido atacada sexualmente, y tuvo que usar registros dentales para confirmar su identidad.

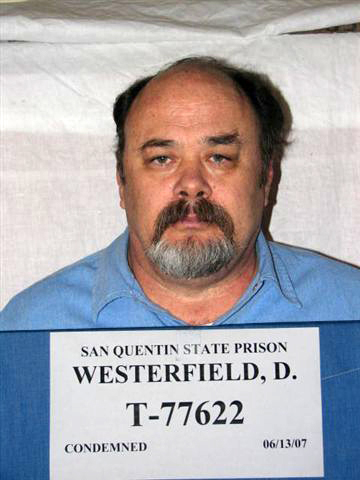
Westerfield en 2007.

Oficiales de la ley entrevistaron a vecinos de los van Dam el sábado por la mañana en que Danielle desapareció, y descubrieron que uno de ellos, David Westerfield, no se encontraba en su hogar. Westerfield (nacido el 25 de febrero de 1952) de 49 años en ese momento, trabajaba como ingeniero y poseía varias patentes de instrumentos de medicina. Se graduó de la Escuela Secundaria James Madison. No poseía historial criminal y era un padre divorciado con dos hijas estudiantes universitarias. Vivía a dos casas de la familia van Dam, y poseía una lujosa casa rodante. Aproximadamente 3 días antes de la desaparición de Danielle, ella y Brenda habían estado vendiendo galletas de Niñas Exploradoras a Westerfield, quién las invitó a su hogar. Brenda le pidió ver su cocina ya que notó que estaba siendo remodelada cuando le vendieron galletas el año anterior.
El sábado por la mañana, Westerfield retiró su casa rodante de otra parte del pueblo, la llenó de provisiones y dejó su hogar a las 9:50, minutos después de que Brenda llamara al 911 para informar la desaparición de Danielle. Westerfield declaró luego que había conducido alrededor del desierto y la playa en su casa rodante, y que se había quedado en un campamento sobre la playa. Esto luego fue confirmado por testigos, historial de llamadas, recibos de gasolina y tarjetas de crédito. Westerfield dijo que tenía intenciones de ir al desierto, pero se dio cuenta de que se había olvidado su billetera, por lo que en su lugar decidió conducir  hasta el campamento de la Playa Estatal de Silver Strand. Pagó por adelantado por una estadía de 2 noches. Sin embargo, el clima era muy fresco por lo que decidió regresar a casa para buscar su billetera, lo de lo cual se dirigió al desierto. Un testigo en Silver Strand declaró luego que vio a Westerfield sacar su billetera mientras se encontraba en el campamento. Condujo hasta el desierto, en donde quedó varado en la arena el domingo por la mañana y necesitó ayuda de una grúa para poder ser liberado.
De regreso a su hogar el lunes por la mañana, Westerfield, medio dormido y descalzo, hizo una parada en una tienda de tintorería y dejó dos frazadas, dos cobertores de almohadas y una chaqueta en las que luego se identificaron rastros de sangre de Danielle. Cuando los agentes entrevistaron por primera vez a Westerfield, no mencionó haber ido a la tintorería, aunque había detallado casi todas las paradas que había hecho en su viaje.
Los agentes pusieron a Westerfield en una vigilancia de 24 horas el 4 de febrero, notando que había realizado una limpieza completa a su casa rodante al regresar de su viaje, aunque el declaró que era normal para él realizar dicha actividad. Su casa rodante, su camioneta y otras cosas de su propiedad fueron incautadas para testeo el 5 de febrero.
Westerfield declaró que no conocía el paradero de Danielle, pero dijo haber estado en el mismo bar en el que Brenda había estado el viernes por la noche, lo cual Brenda confirmó.

## Arresto y juicio
El 22 de febrero, la policía arrestó a Westerfield por el secuestro de Danielle luego de que dos gotas de sangre fueran encontradas en su ropa y en su casa rodante. El cuerpo parcialmente descompuesto de Danielle fue encontrado el 27 de febrero. Westerfield se declaró inocente y fue llevado a juicio el 4 de junio de 2002. En las mociones previas al juicio, los abogados de Westerfield solicitaron que se excluyeran las declaraciones que él había dado a la policía, argumentando que había sido ilegalmente interrogado por más de 9 horas por detectives que ignoraron sus repetidos pedidos de un abogado presente, una ducha y tiempo de descanso. Al final, dos oficiales a los que la defensa había dirigido sus quejas, no testificaron.
La evidencia forense presentada por la fiscalía incluía las manchas de sangre de Danielle en la ropa de Westerfield, en el piso de su casa rodante, las huellas de Danielle y pelos del perro de la familia van Dam sobre las frazadas de la casa rodante, cabellos consistentes con los de Danielle en las sábanas de su cama y trozos de fibras de acrílico encontradas en el cuerpo de Danielle y en el hogar de Westerfield, entre otras evidencias. Uno de los testigos declaró que había dejado la puerta del garaje sin traba y el fiscal Jeff Dusek teorizó que Westerfield podría haber ingresado de esta manera, sin embargo, enfatizó que la fiscalía no tenía las pruebas necesarias para demostrar cómo se había llevado a cabo el secuestro, pero sí que había ocurrido.
Durante el juicio, los abogados de Westerfield sugirieron que la policía se apresuró a resolver el caso y había omitido considerar a otros sospechosos. Indicaron que la pornografía infantil encontrada en la computadora personal de Westerfield había sido descargada por su hijo, Neal, que tenía 18 años al momento del asesinato. Durante su testimonio, Neal negó esto. Parte de la defensa de Westerfield se enfocó en el estilo de vida de los padres de Danielle, argumentando que tenían un matrimonio abierto, acusándolos de ser swingers y fumar marihuana en su garaje regularmente. La defensa sugirió que debido a su estilo de vida, podría haber habido otras personas en su hogar esa noche.
Para establecer una coartada para Westerfield, la defensa lamó a tres entomólogos, que testificaron que los insectos colonizaron el cuerpo de Danielle en algún momento a mediados de febrero, mucho tiempo después de que Westerfield fuera puesto bajo vigilancia policial. El entomólogo de la fiscalía testificó que el cuerpo de Danielle pudo haber sido colonizado tan tempranamente como el 2 de febrero.
Durante los argumentos de cierre, Feldman declaró que no se había encontrado evidencia de que Westerfield hubiera estado en la residencia van Dam,  o en el lugar de depósito del cuerpo, y que cabellos encontrados sobre el cuerpo de Danielle no eran de él. Para refutar esto, Dusek argumentó que es posible que un intruso ingrese a un hogar sin dejar rastros de evidencias, especialmente si este toma las medidas apropiadas para tal fin. A su vez, Dusek argumentó que el volumen de evidencias propias de Danielle halladas en la ropa, el hogar y la casa rodante de Westerfield no dejaban lugar a otra explicación más que su culpabilidad .
El juicio duró dos meses y concluyó el 8 de agosto. El 21 de ese mismo mes, el jurado halló a Westerfield culpable de asesinato en primer grado, secuestro y posesión de pornografía infantil.
Durante la fase penal del juicio, la sobrina de Westerfield, de 19 años, testificó que, cuando tenía 7 años, su tío entró a la habitación de su hija, en donde ella estaba durmiendo esa noche luego de asistir a una fiesta con sus padres, y que se despertó mientras Westerfield le acariciaba los labios. Dijo que le mordió el dedo tan fuerte como pudo y que luego bajó las escaleras para contárselo a su madre. Westerfield fue cuestionado por su cuñada, a lo que él explicó que simplemente había ido a chequear a los niños y que solo trataba de confortarla. El incidente fue olvidado.
La fase penal finalizó el 16 de septiembre, cuando el jurado rindió un veredicto de muerte en contra de Westerfield. En enero de 2003, el juez William Mudd sentenció a Westerfield a la pena de muerte.

## Secuelas
Westerfield se encuentra actualmente encarcelado en la Prisión Estatal de San Quintín. Debido a la moratoria de ejecuciones en California desde el año 2006 y la decisión en julio de 2014 de que la pena de muerte en California es inconstitucional, es incierto si Westerfield enfrentará o no la ejecución.
Los van Dams demandaron a Westerfield, pero el caso se arregló fuera de la corte. Los van Dams recibieron U$S 416.000 de varias compañías que aseguraban el hogar de Westerfield, su camioneta y su casa rodante. El arreglo también prohíbe a Westerfield recibir cualquier tipo de ganancias por su crimen.
Cuando el juicio terminó, los medios, citando a fuentes desconocidas de la policía, reportaron que los abogados de Westerfield estaban a punto de negociar un acuerdo cuando un grupo de buscadores privados organizados por el Centro de Recuperación Laura encontraron el cuerpo de Danielle. De acuerdo a estos reportes, bajo este acuerdo, Westerfield habría llevado a la policía a donde se hallaba el cuerpo, a cambio de una sentencia de cadena perpetua sin libertad condicional. Tanto la fiscalía como la defensa se negaron a hacer comentarios sobre estos reportes. Mucha gente, incluido el famoso presentador de Fox News, Bill O'Reilly, expresaron su indignación ante esta revelación, comentando que los abogados de Westerfield desviaron al jurado al proponer un escenario de "secuestrador desconocido", incluso luego de que su cliente dijera que conocía el lugar donde se hallaba el cuerpo. Sin embargo, especialistas legales indicaron que los abogados defensores están obligados a montar una defensa vigorosa a pesar de sus opiniones sobre la inocencia o culpabilidad de su cliente.
En los meses siguientes a la finalización del juicio, los audios del interrogatorio de Westerfield fueron liberados a los medios. Durante su primera entrevista, puede oírse a Westerfield pedirle a un oficial de policía que "deje su arma acá por unos minutos" en una clara indicación de que le gustaría suicidarse. En otra de las entrevistas policiales se lo puede oír decirle a los investigadores que no se sentía emocionalmente estable. En otra, se le indica que ha fallado un test de polígrafo, a lo que Westerfield responde que quiere rehacer el test y que no estaba involucrado en la desaparición de Danielle.
A finales de 2003, la policía de San Diego recibió una carta de un extraño que confesaba el crimen de Danielle. El autor clamaba ser James Selby, un hombre acusado de varios crímenes sexuales en 5 estados, incluida el área de San Diego. Tanto la policía como Dusek leyeron la carta y la catalogaron como una farsa, sin embargo, Dusek envió la carta a la oficina del abogado de Westerfield, Steven Feldman, quien no hizo comentarios. Selby, quien también asumía responsabilidad por el crimen de JonBenét Ramsey, se suicidó mientras aguardaba sentencia en Arizona, el 22 de noviembre de 2004.
Un episodio de Testigo Animal, una serie de ciencia forense basada en animales, transmitida por Animal Planet, se basó en la creencia de que los pelos consistentes con el perro de Danielle, que fueron encontrados en la ropa, frazadas y casa rodante de Westerfield, fueron llevados en los pijamas de Danielle luego de que esta abrazara a su mascota, y luego fueron transferidos desde su pijama hasta el hogar y casa rodante de Westerfield a través del principio de intercambio de Locard.

## Legado
Un paso en la Interestatal 8 en El Cajon fue renombrada a Paso de la Memoria de Danielle van Dam. Se encuentra cerca del lugar donde su cuerpo fue hallado.
Los años luego del asesinato de Danielle provocaron niveles incrementados de conciencia sobre el crimen en los vecindarios de San Diego, como también de las instituciones de fondos y beneficios que se hicieron en su honor. Su familia continúa viviendo en el sur de California. Crearon la Fundación del Legado de Danielle, que trabaja para "promover el voluntariado que iniciará cambios positivos para poner la seguridad de nuestros niños primero ante todo".